# Богуславський Олексій Ігорович
Олексі́й І́горович Богусла́вський (нар. 18 липня 1980 — 16 червня 2015) — військовослужбовець, майор Збройних сил України. Помер під час російсько-української війни.

## З життєпису
Народився в місті Пенза, РРФСР. 1997 року закінчив Київський військовий інститут управління та зв'язку, розпочав службу у лавах ЗСУ. Служив у рівненському гарнізоні, проживав у місті Рівне. Майор, старший офіцер адміністративного відділу управління, оперативне командування «Захід».
В зоні бойових дій провів понад 100 днів; серед іншого, займався оформленням документів для учасників АТО. Реєстрував списки особового складу, тому завдяки йому — у тому числі — сотні людей мають посвідчення учасників бойових дій. Наприкінці 2014-го під час несення служби у секторі «А» захворів на пневмонію. Проходив лікування у Львівському військовому госпіталі, одначе врятувати життя Олексія медики не змогли.
Помер 16 червня 2015 року, похований 17 червня у Рівному на алеї Героїв, кладовище «Нове»; у місті оголошено жалобу.
Без Олексія лишилися дружина та двоє дітей.

## Вшанування
- Почесний громадянин Рівного (рішення Рівненської міської ради № 5756 від 17.9.2015, посмертно).